# De Havik (strip)
De Havik (originele titel L'Épervier) is een historische stripreeks van de hand van de Franse historisch en archeologisch illustrator Patrice Pellerin. In deze reeks zijn 10 delen verschenen. Het avontuurlijke zeevaartverhaal speelt zich af in de achttiende eeuw. De eerste zes delen verschenen in het Nederlands bij uitgeverij Dupuis, daarna volgde uitgifte door uitgeverij Silvester. Op de eerste cyclus is een Franse televisieserie van zes afleveringen gebaseerd, die echter op veel punten afwijkt van de strip en het verhaal daarvan enkel in de hoofdlijnen volgt.

## Inhoud
De Bretonse 'De Havik', alias Yann de Kermeur, is het hoofdpersonage. Hij is kapitein van een gekaapte vrachtschip, de 'Pomone'. Zijn eigen schip, de 'Medusa', is door markies De la Motte in beslag genomen. Aan boord van het fregat wordt ook Agnès de Kermellec, samen met een dienstmeisje, gegijzeld.
Door een misverstand wordt De Havik van moord op graaf de Kermellec beschuldigd en opgepakt. Hij ontsnapt en zet alles in het werk om zijn onschuld te bewijzen en de echte moordenaar op te sporen. De eerste cyclus van het verhaal in deze serie werd in 2005 afgerond met het album De tranen van Tlaloc.

In de tweede cyclus wordt Yann de Kermeur door de Franse koning Lodewijk XV gevraagd een onheilspellende zaak in het Nieuw Frankrijk (Quebec), aan de andere kant van de Atlantische Oceaan, uit te zoeken. Terwijl zijn schip in de haven van Brest zeilklaar wordt gemaakt, moet kaapvaarder Yann de Kermeur zich een weg banen door een web van intriges, dat geheimzinnige en machtige vijanden rond hem hebben gesponnen tussen Versailles en Brest.

## Ontstaan
Het eerste verhaal van De Havik ontstond als een verhaal van de stripreeks Roodbaard waar Patrice Pellerin aan meewerkte. Na het overlijden van Roodbaard-scenarist Jean-Michel Charlier in 1989 bleef Pellerin zitten met een tiental tekenplaten van die reeks. Maar door een geschil om auteursrechten verkoos hij die stripreeks niet verder te zetten. Hij verving het hoofd van het hoofdpersonage met dat van Yann de Kermeur en begon op zichzelf aan de nieuwe stripreeks De Havik. De namen van de personages zijn ontleend aan zijn eigen familie: Kermellec, Pouliquen, De Penhoët. Dat de reeks ontstaan is uit een onvoltooid Roodbaardverhaal is met name in de eerste albums te merken. Behalve ´de Havik´ zelf hebben ook de personages Caroff, IJzerhand en Cha-Ka hun equivalent in Roodbaard: respectievelijk Roodbaard, Driepoot en Baba. Van de tweede cyclus die in 2009 startte moeten er nog twee delen verschijnen. Naar verluidt verschijnt het 11e deel in 2025 en het afsluitende deel in het jaar daarop. Het 11e deel is klaar om gedrukt te worden en met het 12e deel is Patrice Pellerin al ver gevorderd. 

## Albums
| Nummer | Titel                       | Verschenen | Uitgeverij |
| ------ | --------------------------- | ---------- | ---------- |
| 1      | De overledene van Kermellec | 1994       | Dupuis     |
| 2      | De rots van de schedel      | 1995       | Dupuis     |
| 3      | Storm over Brest            | 1997       | Dupuis     |
| 4      | Aan boord gegijzeld         | 1999       | Dupuis     |
| 5      | De schat van Mahury         | 2001       | Dupuis     |
| 6      | De tranen van Tlaloc        | 2005       | Dupuis     |
| 7      | De missie                   | 2009       | Silvester  |
| 8      | Kaapvaarder voor de koning  | 2012       | Silvester  |
| 9      | Kelder de Medusa!           | 2016       | Silvester  |
| 10     | De Indiaanse prinses        | 2021       | Silvester  |
| 11     |                             | 2026       | Silvester  |
|        | Geheim Archief              | 2006       | Dupuis     |